# Anopsicus grubbsi
Anopsicus grubbsi är en spindelart som beskrevs av Willis J. Gertsch 1982. Anopsicus grubbsi ingår i släktet Anopsicus och familjen dallerspindlar. Inga underarter finns listade i Catalogue of Life.